# Gongora colombiana
Gongora colombiana är en orkidéart som beskrevs av Rudolph Jenny. Gongora colombiana ingår i släktet Gongora och familjen orkidéer.
Artens utbredningsområde är Colombia. Inga underarter finns listade i Catalogue of Life.